# Karl Heinz Rechinger
Karl Heinz Rechinger (Viena, 16 de outubro de 1906 —Viena, 30 de dezembro de 1998) foi um botânico austríaco, professor de Botânica na Universidade de Viena. Em 1971 foi eleito sócio da Academia Real das Ciências da Suécia. Foi filho do botânico Karl Rechinger (1867-1952).